# Маурицио Малвестити
Маурицио Малвестити (на италиански: Maurizio Malvestiti) е италиански епископ на римо-католическата епархия Лоди. Назначен е на този пост на 26 август 2014 г., на който заменя Джузепе Меризи.

## Биография
Маурицио Малвестити е роден във Филаго, провинция Бергамо на 25 август 1953 г. и е кръстен в енорийската църква „Свети Вартоломей“. Завършва католическата семинарията в Бергамо и е ръкоположен за свещеник. През 1977 г. продължава богословското си образование в Рим.
През 1978 – 1994 г. преподава в семинарията в Бергамо. През 1994 – 2009 г. е официален представител в Конгрегацията по въпросите на Източните църкви. В периода 2009 – 2014 г. е младши секретар на Конгрегацията. Бил е личен секретар на кардиналите Акиле Силвестрини, Игнатий Муса Дауда и Леонардо Сандри.
На 26 август 2014 папа Франциск го назначава за епископ на Лоди.

## Галерия
- Епископ Малвестити в катедралата в Лоди, 26 октомври 2014 г.
- Купелът, където е кръстен Маурицио Малвестити